# 大塩川
大塩川（おおしおがわ）は、福島県に源流を持つ一級河川で、一級水系、阿賀野川水系に属する。

## 概要
福島県耶麻郡北塩原村の高曽根山などを水源とし、北塩原村と同県喜多方市を流れる。会津盆地の北側を流れている。
本河川は、北塩原村大塩地区で高曽根山方面から流れる大谷川、小塩川などを合流する。加えて、同村北山地区、喜多方市熊倉地区を流れたのち、同県を同じく流れる姥堂川と同市塩川地区で合流し、同地区の南、東大橋そばで日橋川に流れる。この周辺は塩川地区の中心部となっている。また、会津盆地内を流れる本河川の周辺には、水田などの農地が広がっている地域が多い。北塩原村内では国道459号が沿うような経路をとっているほか、喜多方市内では福島県道332号熊倉塩川線などが近くを通っている。